# Sieradza
Sieradza – wieś w Polsce, położona w województwie małopolskim, w powiecie tarnowskim, w gminie Żabno.
| SIMC    | Nazwa       | Rodzaj     |
| ------- | ----------- | ---------- |
| 0838341 | Fiuk        | przysiółek |
| 0838358 | Olszyny     | przysiółek |
| 0838364 | Piaski      | przysiółek |
| 0838370 | Podchorążec | przysiółek |
| 0838387 | Podlas      | przysiółek |

W latach 1975–1998 wieś administracyjnie należała do województwa tarnowskiego.